# Macquartia pubiceps
Macquartia pubiceps là một loài ruồi trong họ Tachinidae.